# Коржавино (Судоверфское сельское поселение)
В том числе ещё одна деревня Коржавино есть в Рыбинском районе, но в Покровском сельском поселении.
Коржавино — деревня в Судоверфской сельской администрации Судоверфского сельского поселения Рыбинского района Ярославской области.
Деревня расположена в развилке дорог, идущих из посёлка (микрорайона) Переборы на север к центру сельского поселения Судоверфи и на северо-запад к дереве Свингино, в глубине залива Рыбинского водохранилища, разделяющего указанные населенные пункты. К северу от деревни садовые участки и низкий берег залива, из-за пологости берега и колебаний воды, четкой линии берега тут нет. На небольшом расстоянии от Коржавино к западу деревня Якушево, а к югу деревни Залужье и Новый посёлок.
Деревня указана на плане Генерального межевания Рыбинского уезда конца XVIII века.
На 1 января 2007 года в деревне не числилось постоянных жителей.